# معبد كاميغامو
معبد كاميغامو (باليابانية: 上賀茂神社) هو أحد أقدم معابد الشنتو في اليابان. شيد على روافد نهر كامو شمال محافظة كيوتو. وهو أحد موقع التراث العالمي لليونسكو.

## تاريخياً
شيد معبد كاميغامو عند سفح جبل كوياما، على طول الروافد العليا لنهر كامو (تحديدا نهري أومونوي وميتاراشي) شمال محافظة كيوتو. ويطلق اسم كاموشا على المجمع الذي يضم هذا المعبد والمعبد المجاور له شيموغامو. ويعتبر هذان المعبدان حماة لعائلة كامو النبيلة، تم بناؤهما خلال فترة حكم أسوكا (593–710)، ومع تعيين كيوتو عاصمة لليابان عام 794 تم اعتماد كاموشا من قبل الامبراطور كحماة للقصر الإمبراطوري.
ويرتبط معبد كاميغامو مع الإله واكيكازوتشي نو أوكامي، ويعتقد أن هذا الإله له القدرة على التحكم في الظواهر الطبيعية وتوفير الحماية منها، خاصة الصواعق. كما اشتهر هذا المعبد بكونه الملاذ المفضل للمحاربين الذين يطلبون مباركته للانتصار في المعارك التي يخوضونها.